# Basicò
Basicò là một đô thị ở tỉnh Messina trong vùng Sicilia của Italia, có vị trí cách khoảng 150 km về phía đông của Palermo vào khoảng 45 km về phía tây nam của Messina. Tại thời điểm ngày 31 tháng 12 năm 2004, đô thị này có dân số 730 người và diện tích là 12 km².
Basicò giáp các đô thị: Montalbano Elicona, Tripi.